# آلفاستیل‌متادول
آلفاستیل متادول (انگلیسی: Alphacetylmethadol) نوعی مسکن اوپیوئیدی صناعی (سنتتیک) با ساختار مشابه متادون است که در ایالات متحده برای درمان اعتیاد به اوپیوئیدها استفاده میشود.